# Карденаль-Каро (провинция)
Провинция Карденаль-Каро  (исп. Provincia Cardenal Caro) — провинция в Чили в составе области Либертадор-Хенераль-Бернардо-О’Хиггинс. 
Включает в себя 6 коммун.
Территория — 3295,1 км². Численность населения — 45 866 жителей (2017). Плотность населения — 13,92 чел./км².
Административный центр — Пичилему.

## География
Провинция граничит:
- на севере — с провинциями Сан-Антонио, Мелипилья;
- на востоке — с провинциями Качапоаль, Кольчагуа;
- на юге — с провинцией Курико.

На западе провинции — побережье Тихого океана.

## Административное деление
Провинция расположена на западе области Либертадор-Хенераль-Бернардо-О’Хиггинс.
Провинция включает в себя 6 коммун:
- Ла-Эстрелья . Административный центр — Ла-Эстрелья.
- Литуэче . Административный центр — Эль-Росарио.
- Марчиуэ . Административный центр — Марчиуэ.
- Навидад . Административный центр — Навидад.
- Паредонес . Административный центр — Паредонес.
- Пичилему . Административный центр — Пичилему.

## Демография
Согласно сведениям, собранным в ходе переписи 2017 г. Национальным институтом статистики (INE),  население провинции составляет:
| Полное население                            | Полное население                            | Полное население                            | Полное население                            | Полное население                            | 45 866 |
| ------------------------------------------- | ------------------------------------------- | ------------------------------------------- | ------------------------------------------- | ------------------------------------------- | ------ |
| в том числе:                                | Городское население                         | 22 567                                      | Процент городского населения, %             | 49,20                                       |        |
|                                             | Сельское население                          | 23 299                                      | Процент сельского населения, %              | 50,80                                       |        |
|                                             | Мужское население                           | 23 619                                      | Процент мужского населения, %               | 51,50                                       |        |
|                                             | Женское население                           | 22 247                                      | Процент женского населения, %               | 48,50                                       |        |
| Плотность населения, чел/км²                | Плотность населения, чел/км²                | Плотность населения, чел/км²                | Плотность населения, чел/км²                | Плотность населения, чел/км²                | 13,92  |
| Население провинции в % к населению области | Население провинции в % к населению области | Население провинции в % к населению области | Население провинции в % к населению области | Население провинции в % к населению области | 5,02   |

| Динамика изменения населения провинции | Динамика изменения населения провинции | Динамика изменения населения провинции | Динамика изменения населения провинции |
| -------------------------------------- | -------------------------------------- | -------------------------------------- | -------------------------------------- |
| 1992                                   | 2002                                   | 2012                                   | 2017                                   |
| 37 009                                 | 41 160▲                                | 42 676▲                                | 45 866▲                                |